# Fried Méír
Fried Meir (Boskovitz, Morvaország, ? – Ógyalla, 1859) rabbi

## Élete
Boskovitzban született, ahol apja, Fried Ábrahám mint rabbihelyettes működött. Tanítványa volt Chaszam Szófernek. 1859-ben halt meg Ógyallán, ahol rabbi volt. Művét halála után veje, Mann Jónás rabbi adta ki Meir Ené Chachómim (Bécs, 1886) címen. Fia Fried Mordechai győrszentmártoni rabbi, a Bóruch Mordechai című munka szerzője volt.